# NHK講談大会
NHK講談大会（エヌエイチケイこうだんたいかい）は、1972年より開催されているNHK主催の講談大会。

## 概要
前身は1961年6月から毎月催され、会場である本牧亭の改築休業に伴い第128回公演を最後に終了した「NHK講談研究会」。
講談のさらなる向上を目的に発展させ、「NHK講談大会」として1972年より毎年開催されている。

## 一覧
| NHK総合テレビで放送 | NHK総合テレビで放送            | NHK総合テレビで放送                                                          | NHK総合テレビで放送 | NHK総合テレビで放送            |
| 回                  | 会場／公演日                   | 司会                                                                         | 出演 | 放送日時                       |
| ------------------- | ------------------------------ | ---------------------------------------------------------------------------- | --- | ------------------------------ |
| 第1回               | NHKホール 1972年9月16日        |                                                                              | 宝井馬琴「寛永三馬術の内 筑紫市兵衛」 一龍斎貞丈「名月若松城」 神田山陽「青竜刀権次」 小金井芦州「鹿島の棒祭り」 神田伯治「新門辰五郎」                                                                             | 1972年10月01日 日曜13:40-14:40 |
| 第2回               | イイノホール 1973年9月26日     |                                                                              | 小金井芦州「安倍川の血煙り」 神田伯治「越ノ海の初土俵」 神田山陽「若き日の長兵衛」 | 1973年10月07日 日曜16:00-17:30 |
| 第3回               | イイノホール 1973年9月26日     | 神田ろ山「左の腕」 室井馬琴「槍持甚兵衛」                                    | 1974年01月02日 水曜13:00-14:00 |                                |
| 第4回               | 朝日生命ホール 1974年9月13日   | 加治章                                                                       | 一龍斎貞丈「柳生二蓋笠」 小金井芦州「沢村淀五郎」 宝井馬琴「神崎東下り」 | 1974年09月23日 月曜16:00-17:30 |
| 第4回               | 朝日生命ホール 1974年9月13日   | 加治章                                                                       | 神田伯治「野狐三次から 北国屋太十」 神田山陽「爆裂お玉」 神田伯山「河内山宗俊 玉子の強請」 | 1975年01月02日 木曜13:00-14:00 |
| 第5回               | イイノホール 1975年9月19日     |                                                                              | 小金井芦州「度々平の住み込み」 神田伯山「無心は強い」 宝井馬琴「よもすがら検校」 | 1975年11月03日 月曜15:05-16:35 |
| 第6回               | イイノホール 1976年9月24日     | 原善三郎                                                                     | 宝井琴梅「夜討ち曾我」 一龍斎貞水「長短槍試合」 神田伯治「木食行物」 一龍斎貞丈「瓢箪屋政談」 小金井芦州「肉付きの面」 神田山陽「忠僕元助」 宝井馬琴「湊川建碑」                                                    | 1976年10月11日 月曜14:40-16:05 |
| 第7回               | イイノホール 1977年10月1日     | 原善三郎                                                                     | 一龍斎貞丈「真柄のお秀」 小金井芦州「向井蔵人」 宝井馬琴「天の投網」 | 1977年11月03日 木曜13:25-14:55 |
| 第8回               | イイノホール 1978年9月30日     | 原善三郎                                                                     | 一龍斎貞水「北条時頼旅日記より 紋づくし」 小金井芦州「次郎長外伝より 清水の小政」 一龍斉貞丈「寛永三馬術 愛宕山馬術の誉」 神田山陽「長屋騒動」                                                                      | 1978年11月03日 金曜13:25-14:55 |
| 第8回               | イイノホール 1978年9月30日     | 原善三郎                                                                     | 宝井琴鶴「夜討曾我 紋づくし」 神田伯治「徂徠豆腐」 | 1978年12月30日 土曜13:00-14:00 |
| 第9回               | イイノホール 1979年9月29日     | 原善三郎                                                                     | 宝井馬琴「忠臣二度目の清書」 一龍斉貞丈「名月若松城」 神田伯治「鋳掛け松」 宝井琴鶴「名人二代」 | 1979年10月10日 水曜16:10-17:40 |
| 第9回               | イイノホール 1979年9月29日     | 原善三郎                                                                     | 小金井芦州「田沼騒動」 一龍斎貞水「名医と名優」 | 1979年12月30日 日曜13:00-14:00 |
| 第10回              | イイノホール 1980年9月27日     |                                                                              | 神田山陽「青龍刀権次」 一龍斎貞水「馬場の大盃」 宝井馬琴「加賀騒動 服部と稲垣の武士気質」 | 1980年10月26日 日曜14:25-15:55 |
| 第10回              | イイノホール 1980年9月27日     | 小金井芦州「野球大統領」 旭堂南陵「くらわんか舟の由来」 田辺一鶴「野狐三次」 | 1980年12月30日 火曜13:00-14:00 |                                |
| 第11回              | イイノホール 1981年9月26日     |                                                                              | 宝井馬琴「一突き半助」 小金井芦州「団蔵と淀五郎」 一龍斎貞丈「ひょうたん屋政談」 | 1981年11月07日 土曜16:00-17:30 |
| 第11回              | イイノホール 1981年9月26日     | 一龍斎貞心「内匠頭切腹」 宝井琴鶴「追分三五郎」 神田山陽「権三郎・海賊退治」 | 1981年12月30日 水曜16:15-17:15 |                                |
| 第12回              | イイノホール 1982年9月25日     | 古屋和雄                                                                     | 田辺一鶴「野球王ベーブ・ルース」 旭堂南陵「賎が嶽の駈けつけ」 宝井馬琴「安兵衛婿入り」 | 1982年10月10日 日曜16:10-17:35 |
| 第12回              | イイノホール 1982年9月25日     | 古屋和雄                                                                     | 宝井琴柳「魚屋本多」 神田山陽「谷風の情け相撲」 | 1982年12月30日 木曜13:00-14:00 |
| 第13回              | イイノホール 1983年9月10日     | 瀬田光彦                                                                     | 旭堂小南陵「大塩政談 三福丸裁き」 宝井琴鶴「徳川十五代記 村越茂助誉の使者」 小金井芦州「祐天吉松 飛鳥山親子の出会い」                                                                                               | 1983年10月08日 土曜14:10-15:40 |
| 第13回              | イイノホール 1983年9月10日     | 瀬田光彦                                                                     | 神田小山陽「神崎与五郎詫証文 義士銘々伝」 一龍斎貞水「百万両宝の入舟 紀伊国屋文左衛門」 宝井馬琴「三方一両損 大岡越前守忠相」                                                                                       | 1983年12月29日 木曜15:30-17:00 |
| 第14回              | イイノホール 1984年9月8日      |                                                                              | 宝井琴梅「甲越軍記から 信玄・謙信和談破れ」 一龍斎貞水「善悪二葉の松」 小金井芦州「清水次郎長から 飯田の焼き討ち」                                                                                                  | 1984年09月22日 土曜14:10-15:40 |
| 第14回              | イイノホール 1984年9月8日      | 宝井琴鶴「出世浄瑠璃」 一龍斎貞丈「浜野矩随」 神田山陽「長英獄中記」         | 1985年01月05日 土曜14:40-16:10 |                                |
| 第15回              | イイノホール 1985年9月7日      |                                                                              | 一龍斎貞心「朝顔日記」 神田陽子・神田すみれ・神田香織・神田紫・神田紅「真田幸村の大阪出陣」 小金井芦州「荒神山異聞から 安倍川の血煙」                                                                               | 1985年09月28日 土曜14:10-15:20 |
| 第15回              | イイノホール 1985年9月7日      | 宝井琴鶴「鯉の御意見」 一龍斎貞水「義士銘々伝から 赤垣源蔵徳利の別れ」       | 1985年12月30日 月曜16:00-17:00 |                                |
| 第16回              | イイノホール 1986年9月13日     |                                                                              | 一龍斎貞水「姉川の合戦から 木村叉蔵」 小金井芦州「忠治旅日記から 忠治と山形屋」 | 1986年10月18日 土曜16:20-17:20 |
| 第16回              | イイノホール 1986年9月13日     | 宝井琴鶴「鎌倉星月夜」 神田山陽「赤穂浪士の討入り」                          | 1986年12月30日 火曜16:00-17:00 |                                |
| 第17回              | イイノホール 1987年9月12日     | 飯窪長彦                                                                     | 一龍斎貞水「木下藤吉郎」 宝井琴鶴「恩田木工民親」 | 1987年09月19日 土曜14:10-15:10 |
| 第17回              | イイノホール 1987年9月12日     | 飯窪長彦                                                                     | 田辺一鶴「五人の密航者」 小金井芦州「義士銘々伝から 三村の薪割り」 | 1987年12月30日 水曜13:00-14:00 |
| 第18回              | イイノホール 1988年9月10日     | 飯窪長彦                                                                     | 一龍斎貞水「織田信長」 宝井馬琴「毛利元就」 | 1988年11月12日 土曜16:00-17:00 |
| 第18回              | イイノホール 1988年9月10日     | 飯窪長彦                                                                     | 一龍斎貞丈「忠僕直助」 小金井芦州「肉付きの面」 | 1988年12月29日 木曜13:00-14:00 |
| 第19回              | イイノホール 1989年9月9日      |                                                                              | 神田小山陽「太田道灌」 宝井馬琴「黒田如水一代記」 | 1989年10月14日 土曜15:00-16:00 |
| 第19回              | イイノホール 1989年9月9日      | 一龍斎貞水「大岡政談 鯨裁き」 小金井芦州「寛永三馬術 曲垣と度々平」          | 1989年12月29日 金曜13:00-14:00 |                                |
| 第20回              | イイノホール 1990年9月8日      | 中江陽三                                                                     | 宝井馬琴「梶原景時」 一龍斎貞水「松永弾正」 | 1990年10月20日 土曜15:30-16:30 |
| 第20回              | イイノホール 1990年9月8日      | 中江陽三                                                                     | 小金井芦州「次郎長外伝 清水の小政」 神田山陽「青龍刀権次」 | 1990年12月31日 月曜14:35-15:35 |
| 第21回              | イイノホール 1991年9月7日      |                                                                              | 宝井馬琴「宇喜田秀家と大岡越前」 一龍斎貞水「大岡政談より 大島屋騒動」 | 1991年09月28日 土曜16:50-17:50 |
| 第21回              | イイノホール 1991年9月7日      | 小金井芦州「徂徠豆腐」 宝井琴桜「おかか衆声合わせ」                          | 1991年12月31日 火曜14:35-15:35 |                                |
| 第22回              | イイノホール 1992年9月5日      |                                                                              | 宝井馬琴「細川の茶碗屋敷」 一龍斎貞水「寛政力士伝より 越の海勇蔵」 | 1992年09月23日 水曜13:05-14:00 |
| 第22回              | イイノホール 1992年9月5日      | 小金井芦州「彦左と一心太助」 旭堂南陵「太閤記より 長短槍試合」               | 1992年12月29日 火曜15:05-16:00 |                                |
| 第23回              | イイノホール 1993年9月4日      | 中江陽三                                                                     | 宝井馬琴「三方目出鯛」 一龍斎貞水「川越の善太」 | 1993年09月11日 土曜05:15-16:15 |
| 第23回              | イイノホール 1993年9月4日      | 中江陽三                                                                     | 小金井芦州「幕末曽我物語」 神田松鯉「水戸黄門記より 出世の高松」 | 1993年12月29日 水曜15:25-16:20 |
| 第24回              | イイノホール 1994年9月3日      | 中江陽三                                                                     | 宝井馬琴「加賀騒動から 天の投網」 小金井芦州「恋の快男子」 | 1994年10月08日 土曜17:00-18:00 |
| 第24回              | イイノホール 1994年9月3日      | 中江陽三                                                                     | 宝井琴嶺「扇の的」 一龍斎貞水「安兵衛婿入り」 | 1994年12月17日 土曜14:05-15:05 |
| 第25回              | イイノホール 1995年7月         | 中江陽三                                                                     | 一龍斎貞水「義士銘々伝より 倉橋伝助」 神田伯龍「麹町三軒家の由来」 | 1995年10月22日 日曜15:00-16:00 |
| 第25回              | イイノホール 1995年7月         | 中江陽三                                                                     | 神田山裕「徳川天一坊」 宝井馬琴「大石内蔵助 十八ヶ条申開き」 | 1995年12月09日 土曜15:00-16:00 |
| 第26回              | イイノホール 1996年7月         | 中江陽三                                                                     | 宝井馬琴「五貫裁き」 小金井芦州「千曲川の夜嵐」 | 1996年09月21日 土曜14:40-15:40 |
| 第26回              | イイノホール 1996年7月         | 中江陽三                                                                     | 神田陽子「炎の歌人 与謝野晶子の障害」 一龍斎貞水「名将の兜」 | 1996年12月08日 日曜14:15-15:15 |
| 第27回              | イイノホール 1997年7月         | 中江陽三                                                                     | 神田紅「伊達家の鬼夫婦」 一龍斎貞水「善悪二葉の松」 | 1997年09月21日 日曜14:15-15:15 |
| 第27回              | イイノホール 1997年7月         | 中江陽三                                                                     | 宝井馬琴「義士銘々伝から 大高源吾」 神田伯龍「徂徠豆腐」 | 1997年12月13日 土曜14:40-15:40 |
| 第28回              | イイノホール 1998年7月         | 中江陽三                                                                     | 宝井馬琴「名月若松城」 一龍斎貞水「獄門小僧初之助」 | 1998年09月05日 土曜15:00-16:00 |
| 第28回              | イイノホール 1998年7月         | 中江陽三                                                                     | 小金井芦州「平手造酒」 神田紫「南部坂雪の別れ」 | 1998年12月06日 日曜16:00-17:00 |
| 第29回              | イイノホール 1999年7月         | 中江陽三                                                                     | 神田すみれ「五郎正宗」 一龍斎貞水「細川の茶碗屋敷」 | 1999年09月05日 日曜15:35-16:35 |
| 第29回              | イイノホール 1999年7月         | 中江陽三                                                                     | 宝井馬琴「川中島の合戦から 和談破れ」 小金井芦州「徂徠豆腐」 | 1999年12月23日 木曜16:00-17:00 |
| 第30回              | イイノホール 2000年7月         | 中江陽三                                                                     | 神田陽子「大名花屋」 小金井芦州「水戸黄門記」 | 2000年10月07日 土曜15:05-16:05 |
| 第30回              | イイノホール 2000年7月         | 中江陽三                                                                     | 宝井馬琴「名医と名優」 一龍斎貞水「義士銘々伝 赤垣源蔵 徳利の別れ」 | 2000年12月10日 日曜14:15-15:15 |
| 第31回              | イイノホール 2001年7月         |                                                                              | 神田紅「桃太郎」 宝井馬琴「西南戦争余録 芸妓小勝」 | 2001年09月01日 土曜15:00-16:00 |
| 第31回              | イイノホール 2001年7月         | 一龍斎貞水「汐留の蜆売り」 田辺一鶴「東海道400年 赤穂の早駕籠」              | 2001年12月22日 土曜14:20-15:20 |                                |
| 第32回              | イイノホール 2002年            | 中江陽三                                                                     | 神田すみれ「曲馬団の女」 一龍斎貞水「誉れの刀鍛冶」 | 2002年09月07日 土曜15:05-16:05 |
| 第32回              | イイノホール 2002年            | 中江陽三                                                                     | 田辺一鶴「笑釈 三方ヶ原」 宝井馬琴「政宗と雲居禅師」 | 2002年12月29日 日曜14:20-15:20 |
| 第33回              | イイノホール 2003年7月         | 水谷彰宏                                                                     | 神田紫「春日局」 宝井馬琴「大塩平八郎 ひょうたん屋裁き」 | 2003年09月06日 土曜15:05-16:05 |
| 第33回              | イイノホール 2003年7月         | 水谷彰宏                                                                     | 田辺一鶴「江戸開府400年 江戸東京水物語」 一龍斎貞水「三方目出鯛」 | 2003年12月20日 土曜14:40-15:40 |
| 第34回              | イイノホール 2004年7月         | 水谷彰宏                                                                     | 神田陽子「名人小団次」 一龍斎貞水「柳生二蓋笠」 | 2004年09月04日 土曜15:05-16:05 |
| 第34回              | イイノホール 2004年7月         | 水谷彰宏                                                                     | 神田松鯉「稲葉小僧新助」 宝井馬琴「腹切魚」 | 2005年02月27日 日曜17:00-18:00 |
| 第35回              | イイノホール 2005年7月         |                                                                              | 神田紅「義士銘々伝から 杉野十平次」 宝井馬琴「天保水滸伝から 潮来の遊び」 | 2005年07月24日 日曜14:00-15:00 |
| 第35回              | イイノホール 2005年7月         | 田辺一鶴「名医と名優」 一龍斎貞水「義士本伝 忠臣二度目の清書」               | 2006年01月28日 土曜16:00-17:00 |                                |
| 第36回              | イイノホール 2006年7月         |                                                                              | 一龍斎貞水「河村瑞賢」 神田すみれ「弁慶勧進帳」 | 2006年08月27日 日曜14:00-15:00 |
| 第36回              | イイノホール 2006年7月         | 田辺一鶴「クーベルタン男爵 平和への願い」 宝井馬琴「信玄鉄砲」               | 2006年12月17日 日曜13:55-14:55 |                                |
| 第37回              | イイノホール 2007年7月         | 水谷彰宏                                                                     | 神田紫「もったいない善兵衛」 宝井馬琴「幕末捨て身剣法」 | 2007年08月26日 日曜14:00-15:00 |
| 第37回              | イイノホール 2007年7月         | 水谷彰宏                                                                     | 神田松鯉「赤穂義士外伝 天野屋利兵衛」 一龍斎貞水「徂徠豆腐」 | 2007年12月16日 日曜15:05-16:05 |
| 第38回              | ニッショーホール 2008年7月26日 | 水谷彰宏                                                                     | 神田紅「紅恋 源氏物語」 一龍斎貞水「団蔵と多見之助」 | 2008年09月06日 土曜15:05-16:00 |
| 第38回              | ニッショーホール 2008年7月26日 | 水谷彰宏                                                                     | 田辺一鶴「高野長英」 宝井馬琴「藤堂高虎 出世の白餅」 | 2008年12月20日 土曜15:05-16:00 |
| 第39回              | ニッショーホール 2009年7月25日 | 水谷彰宏                                                                     | 神田陽子「仏佗とそのおんな弟子」 宝井馬琴「剛直武士 伊藤孫兵衛」 | 2009年09月12日 土曜15:05-16:00 |
| 第39回              | ニッショーホール 2009年7月25日 | 水谷彰宏                                                                     | 神田松鯉「寛永三馬術から 出世の春駒」 一龍斎貞水「佐野の鉢の木」 | 2010年01月09日 土曜15:05-16:00 |
| 第40回              | ニッショーホール 2010年7月24日 | 藤井彩子                                                                     | 神田すみれ「龍馬とおりょう」 一龍斎貞水「文化白波 薊小僧梅吉」 | 2010年09月12日 日曜15:05-16:00 |
| 第40回              | ニッショーホール 2010年7月24日 | 藤井彩子                                                                     | 神田松鯉「赤穂義士伝より大高源吾」 宝井馬琴「曽我物語 箱王対面」 | 2011年01月10日 月曜15:05-16:00 |
| NHK Eテレで放送     |                                |                                                                              | |                                |
| 回                  | 会場／公演日                   | 司会                                                                         | 出演 | 放送日時                       |
| 第41回              | ニッショーホール 2011年7月23日 | 塚原泰介                                                                     | 神田紫「双蝶々廓日記」 宝井馬琴「伊達政宗の堪忍袋」 神田松鯉「赤穂義士外伝 小山田庄左衛門」 一龍斎貞水「鼠小僧次郎吉」                                                                                              | 2011年10月02日 日曜15:00-16:40 |
| 第42回              | ニッショーホール 2012年7月21日 | 水谷彰宏                                                                     | 一龍斎貞水「安兵衛の婿入り」 宝井琴梅「天保六花撰のうち河内山と森田屋清蔵」 神田松鯉「源平盛衰記のうち青葉の笛」 神田紅「笹野名槍伝より海賊退治」                                                                   | 2012年10月20日 土曜15:00-16:40 |
| 第43回              | ニッショーホール 2013年7月27日 | 水谷彰宏                                                                     | 神田陽子「雨月物語から 吉備津の釜」 一龍斎貞心「亀甲縞」 神田松鯉「五平菩薩」 一龍斎貞水「加賀騒動のうち 雁峰峠」                                                                                                   | 2013年12月07日 土曜15:00-16:40 |
| 第44回              | ニッショーホール 2014年7月26日 | 神田陽子 水谷彰宏                                                            | 神田紫「紀伊國屋文左衛門 宝の入船」 一龍斎貞山「寛政力士伝 谷風情け相撲」 神田松鯉「源平盛衰記より 扇の的」 一龍斎貞水「二度目の清書き」                                                                            | 2014年10月04日 土曜15:00-16:40 |
| 第45回              | ニッショーホール 2015年7月25日 | 神田陽子 水谷彰宏                                                            | 一龍斎貞心「大名荒茶の湯」 神田紅「真田幸村大坂入城」 田辺鶴遊・神田蘭・一龍斎貞鏡 企画コーナー 神田松鯉「天保水滸伝 笹川の花会」 一龍斎貞水「大岡政談 雨夜の裏田圃」                                               | 2015年10月17日 土曜15:00-16:40 |
| 第46回              | ニッショーホール 2016年7月23日 | 水谷彰宏                                                                     | 神田陽子「レ・ミゼラブルより ジャンバルジャンとコゼット」 一龍斎貞花「江戸の艶噺 八百蔵吉五郎」 神田鯉栄・神田あおい コーナー出演 神田松鯉「義士銘々伝 赤垣源蔵・徳利の別れ」 一龍斎貞水「義士銘々伝 三村の薪割り」 | 2016年10月15日 土曜15:00-16:40 |